# Regione di Gôh
La regione di Gôh è una delle 31 regioni della Costa d'Avorio. Situata nel distretto di Gôh-Djiboua, ha per capoluogo la città di Gagnoa ed è suddivisa  in due dipartimenti: Gagnoa e Oumé.
La popolazione censita nel 2014 era pari a 876.117 abitanti.